# 陸上交通事業調整法
陸上交通事業調整法（りくじょうこうつうじぎょうちょうせいほう、昭和13年4月2日法律第71号）は、鉄道・バス事業者の整理統合促進に関する日本の法律である。
1938年（昭和13年）4月2日に公布され、同年8月に施行された。法令番号は昭和13年法律第71号。鉄道・軌道・バスなど陸上公共交通の総合的な調整（交通調整）を政策的に行うことを立法趣旨とする。

## 主務官庁
- 国土交通省総合政策局地域交通課

また次の各省庁、都道府県と連携して執行にあたる。
- 国土交通省鉄道局都市鉄道政策課
- 国土交通省物流・自動車局旅客課
- 公正取引委員会経済取引局企業結合課
- 東京都交通局企画調整課
- 富山県地方創生局総合交通政策室
- 香川県交流推進部交通政策課
- 福岡県企画・地域振興部交通政策課

## 成立の背景
当時乱立気味であった日本の交通機関は、他社との競争や昭和恐慌による経営悪化を招いたことから、利便性の低下による弊害が発生しつつあった。そのため、1928年（昭和3年）11月に逓信省（現・総務省、日本郵政グループおよびNTTグループ）から陸運監督権を引き継いだ鉄道省は、個人事業者を含む中小事業者が乱許されていた乗合自動車事業者の統合的な監督を目的に自動車交通事業法を制定（1931年公布、1933年施行）し、バス事業を鉄道大臣が監督して零細企業の整理統合を促した。しかし同法による監督だけでは事業者の乱立による弊害は収まらず、特に都市圏では民間バス事業者と市営事業（市電・バス）との競合が問題視されていた。民間事業者間では自主的な企業合併も進められていたが、そうした交通統合を正当化する法律を事業者らが政府に求めた結果、制定されたのが陸上交通事業調整法であった。
当時日本は日中戦争に突入し戦時体制へ傾斜しつつあったため、陸上交通事業調整法も国家総動員法による国家統制と見られがちだが、先述したように本法制定の背景にあったのは戦争とは無関係の交通事業者の乱立であり、同法は平時立法であった。それゆえに他の戦時立法のように廃止されることもなく、終戦を経た今も現行法であり続けている。本法制定に携わった鈴木清秀も自著『交通調整の実際』（1954年）にて同法は戦時立法ではないとし、同法が戦時統制のイデオロギーによって制定されたと誤解されるのを避けるために、鉄道省は「交通統制」ではなく「交通調整」という表現を用いたのだと回顧している。
だが一方で、戦時体制による交通統制が進行していたのも事実であり、陸上交通事業調整法により始まった交通事業者の整理統合は、戦時立法である陸運統制令（1940年制定、1941年改正）による国家統制へと変貌していく。

## 同法の指定地域
制定後「交通事業調整委員会」が設置され、審議の結果、同法を適用する地域として、東京市及びその周辺、大阪市及びその周辺、富山県、香川県、福岡県の5地域が指定された。

同法に基づく統合により発足した事業者の路線であっても、その後の戦局の悪化の影響を受け、十五年戦争（日中戦争・大東亜戦争・太平洋戦争・第二次世界大戦）完遂のために特に重要と見なされ国有化された路線がある。これについては別項目にて詳述する。

また、戦後の1947年（昭和22年）に独占禁止法が施行された後も、適用除外法（昭和22年法律第138号）第1条により「独占禁止法施行までの本法の規定又は当該規定に基く命令によって行う事業者の行為についての適用除外」が法定された。この条項は、1999年（平成11年）の全部改正により適用除外整理法（平成11年法律第80号）となった後も存続している。さらに、本法により統合された大手私鉄については、過度経済力集中排除法並びに財閥同族支配力排除法による分割解体の対象外とされた。

なお、本法律は適用される地域が限定されているが、明治憲法下で成立した法律であるため戦後（主権回復後）も指定地域とされた都府県において憲法95条の規定による住民投票は行われることはなく、そのまま有効とされている。

### 東京市及びその周辺
当初案では以下の2つの案だった。
1. 区域内の交通機関を現物出資のうえ統合し、「帝都交通」を創設
2. 東京市が区域内の交通機関を買収し、鉄道省と共同経営する

その後の審議を経て、以下にまとめられた。
- 市内（天王洲 - 品川駅 - 新宿駅 - 赤羽駅 - 荒川放水路で囲まれた地域）
  - 軌道事業とバスは東京市が運営
  - 地下鉄は別に営団を設立する
- 郊外路線については、中央本線、東北本線、常磐線を境として4ブロックに分け、そのブロックの統合主体が被合併会社の鉄道・バス事業等を引き継ぐ

これに基づいて、まず地下鉄（東京地下鉄道、東京高速鉄道、京浜地下鉄道（未成））は、1941年（昭和16年）に帝都高速度交通営団（営団地下鉄、現東京地下鉄）に統合。東京市内（上記定義に基づく地域）の路面電車やバス事業は、1942年（昭和17年）に東京市に一元化（1943年〈昭和18年〉に東京都制施行により東京府と統合し東京都成立）。そして、民営の郊外電車・バスは東京横浜電鉄（東京急行電鉄を経て現・東急株式会社および東急電鉄）・武蔵野鉄道（西武農業鉄道、西武鉄道を経て現・西武ホールディングス）・東武鉄道・京成電気軌道（現・京成電鉄）の4グループへの整理統合が進められた。

#### 東急グループ
このうち1942年（昭和17年）5月に東京横浜電鉄（法人としては現・東急株式会社）は同じ五島慶太が経営していた京浜電気鉄道（旧・湘南電気鉄道含む）と小田急電鉄（旧・小田原急行鉄道および帝都電鉄）を合併して東京急行電鉄が誕生。同時に東京市品川区内を運行していた城南乗合自動車を、また同年12月には東京市蒲田区（現・大田区）の梅森蒲田自動車を統合。さらに1944年（昭和19年）5月には京王電気軌道を合併し、いわゆる大東急が成立した。東急は同年8月には東京都北多摩郡府中町を拠点としていた府中乗合自動車商会を統合し、1945年（昭和20年）には傍系会社である相模鉄道（旧・神中鉄道。法人としては現・相鉄ホールディングス）の運営を受託した。
終戦後、大東急は1947年（昭和22年）に相鉄の運営委託を解消し、次いで1948年（昭和23年）6月には京浜急行電鉄・小田急電鉄・京王帝都電鉄（現在の京王電鉄）が大東急から分離独立した。この際、東急井の頭線（旧・小田急帝都線）が小田急電鉄ではなく、京王電軌に引き渡されて京王帝都となった。
南武鉄道、鶴見臨港鉄道、青梅電気鉄道といった浅野財閥系各社は東急へ統合されず、鉄道路線のみ別途国有化され、法人自体はその後も存続した。

なお、このエリアには他に西武多摩川線、川崎鶴見臨港バスそして武蔵野乗合自動車があったが統合対象から外された。

#### 西武グループ
武蔵野鉄道関係は、並行する西武鉄道（旧社。現在の西武新宿線などを運行していた別会社）を手中に収めており、また青梅・秩父地区の乗合自動車事業も掌握していたが、同じ堤康次郎の系列企業であった食糧増産会社（事業としては国土計画興業、コクドを経て現・西武リアルティソリューションズ）に対する審査に手間取って統合が遅れ、戦前は1940年（昭和15年）に多摩湖鉄道（現在の西武多摩湖線）が合併されただけで、終戦直後の1945年（昭和20年）9月にようやく西武鉄道(初代)と食糧増産社を合併して「西武農業鉄道」となった。
戦後の1946年（昭和21年）6月、西武農業鉄道のバス部門は子会社の武蔵野自動車（現在の西武バス）に譲渡された。

なお、このエリアには東武東上線や東急傘下の東都乗合自動車、関東乗合自動車等があったが、統合対象から外された。

#### 東武グループ
東武鉄道については、1943年（昭和18年）5月に下野電気鉄道（現在の東武鬼怒川線）、同年7月に越生鉄道（現在の東武越生線）、1944年（昭和19年）3月に総武鉄道（現在の東武野田線および東武バスセントラル西柏営業事務所。ただし京成ブロックにかかる柏駅 - 船橋駅間は分断せず）を合併した。
バスに関しては、子会社の東武自動車が東武本線と東武東上線沿線の群小会社を整理統合し、また同社は陸運統制令に基づき調整地区外の埼玉県（秩父地区を除く）、群馬県（東毛・北毛地区）、栃木県（両毛地区）、茨城県（県西地区）の統合主体となっていたが、上記の総武鉄道合併に伴い、直営と東武自動車の二本立てとなっていた。

戦後の1947年（昭和22年）6月、東武鉄道は東武自動車を合併して直営とした。

#### 京成グループ
京成関連では、同法施行までに該当地域（東京城東・千葉東葛）の事業者のほとんどが京成系列に入っていた。そのため、東京地下鉄道経営の旧・葛飾乗合自動車の路線の一部を、1942年（昭和17年）に京成電気軌道が買収した程度の調整しか行われなかった。設立時に京成が大きく関わった総武鉄道は、柏以南も分断されず全路線が東武鉄道に合併され、現在の東武野田線となった。

なお、千葉県の調整地域外では、別途陸運統制令に基づき、千葉地区の乗合自動車会社のほとんどを合併した。下総地区では京成傘下の成田鉄道（現・千葉交通）が地区内の乗合自動車会社を統合し、上総地区では京成が安田財閥系の小湊鉄道およびその子会社の袖ヶ浦自動車（同地区内における乗合自動車会社の統合主体。1947年（昭和22年）7月小湊鉄道に合併）を買収して系列におさめた。

### 大阪市及びその周辺
1940年（昭和15年）に南海鉄道が阪和電気鉄道を合併。1941年（昭和16年）に大阪電気軌道が子会社の参宮急行電鉄を合併して関西急行鉄道が誕生し、1943年（昭和18年）に関西急行鉄道が大阪鉄道（現在の近鉄南大阪線）を合併した。1944年（昭和19年）5月、旧阪和電鉄から引き継いだ南海山手線が国有化され（現・西日本旅客鉄道阪和線）、1944年（昭和19年）6月に南海鉄道と関西急行鉄道が合併して近畿日本鉄道（近鉄）が発足した。終戦後、近鉄は1948年（昭和23年）6月に旧南海鉄道を分離し、高野山電気鉄道が譲受して南海電気鉄道が発足した。

1943年（昭和18年）10月には、阪神急行電鉄と京阪電気鉄道が合併して京阪神急行電鉄が発足した。戦後の1949年（昭和24年）12月に旧京阪の路線のうち淀川以南が京阪電気鉄道として再分離、京阪神急行に残留した新京阪線は阪急京都本線に改称した。その後1973年（昭和48年）、京阪神急行電鉄は阪急電鉄へ改称した。
阪神電気鉄道は独立を守ったが、阪神と京阪神急行の合弁企業であった阪神国道自動車（阪国バス）は、1945年（昭和20年）に阪神の完全子会社になった。

大阪市内では、大阪市が1940年（昭和15年）6月1日に大阪市電と競合する大阪乗合自動車（通称・青バス、大阪バス）を買収。次いで1944年（昭和19年）3月27日に大阪市電と接続していた阪堺電鉄（通称・新阪堺）を買収して、末端区間を廃止した上で大阪市電阪堺線とした。
調整地域内でも、水間鉄道や金剛自動車、宇治田原自動車（のちの京阪宇治交通を経て現在の京都京阪バス）、茨木バス（現・近鉄バス鳥飼営業所）、日の出バス（現在の高槻市交通部）、西谷自動車（阪急田園バスを経て現・阪急バス宝塚営業所）など、中小会社は統合されることなくそのまま存続した。

電鉄子会社のバス事業者の動きとして、京阪バス（京阪自動車）は京津自動車・阪北自動車・茨木広運社・城北自動車などを京滋・大阪地区で統合を進め、さらに京都乗合自動車・長谷自動車・日本タクシー合資・河内乗合自動車・枚方自動車商会・摂丹自動車・三谷乗合自動車・島田バス・茨木妙見自動車・大津自動車合資など、北摂・河内・京都・口丹・大津の中小会社を統合していった。1944年には京阪自動車の所有する京都～亀岡間の路線に丹波自動車・和知自動車・殿田自動車などをした丹波交通へ、戦後には淀川右岸路線を阪急バスに譲渡した。また、阪急バスでは十神乗合自動車・阪北自動車・北摂乗合自動車・池田能勢妙見自動車・宝塚有馬自動車・桜井谷村営バス・六麓荘・住吉鋼索鉄道・六甲山乗合自動車といった大阪北摂ならびに阪神地区の中小会社を統合した。さらには、京阪神急行の新京阪線分離の影響を受けて、京阪バスから京都・口丹・北摂地域にある淀川右岸路線を譲り受け、京阪神の3府県をまたぐ広域な路線網を構築した。

### 富山県

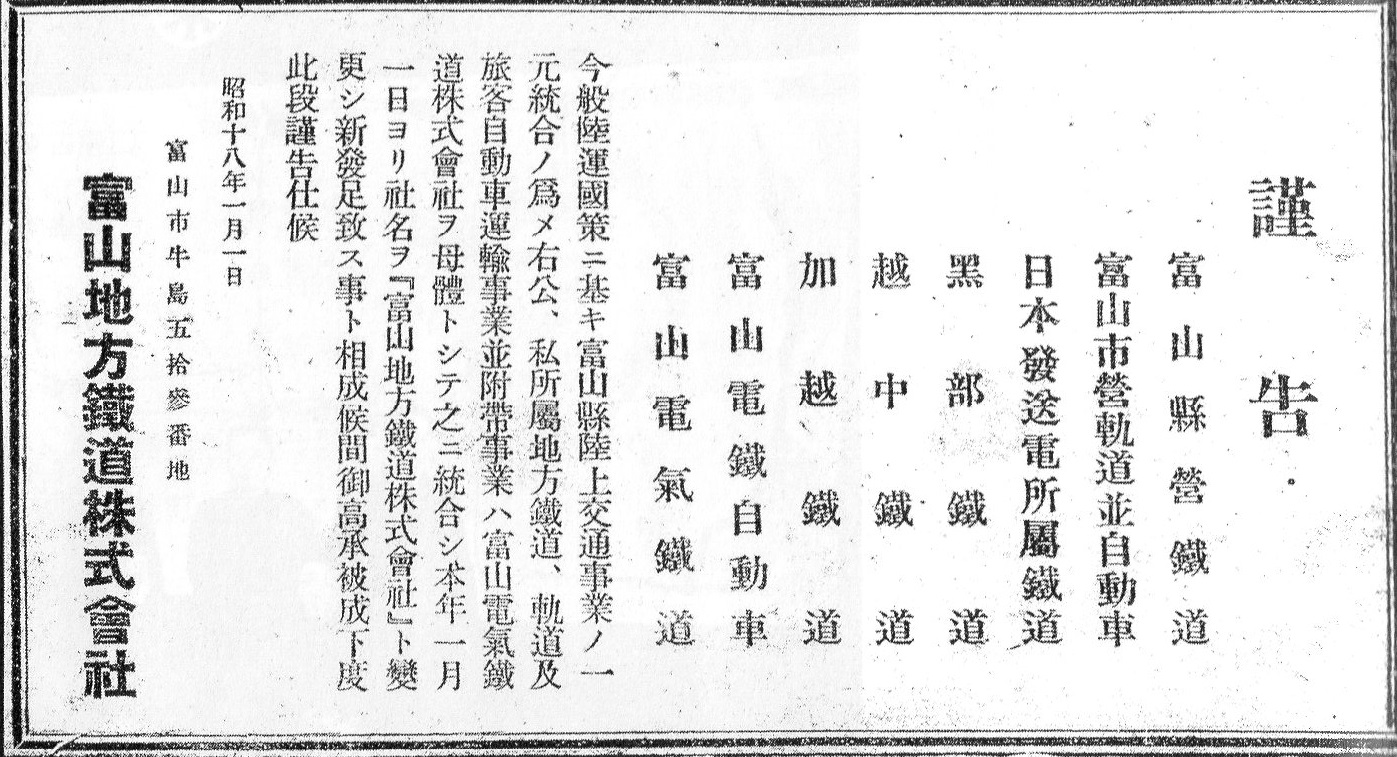
1943年（昭和18年）1月1日県下陸上交通統合を告げる富山地方鉄道株式会社の新聞広告。

富山県では、1943年（昭和18年）に富山電気鉄道を母体とした富山地方鉄道が成立した。統合には富山県や富山市も参加し、県営鉄道や市営路面電車の経営を移管した。公営鉄軌道の民間への譲渡は当時では異例であった。また省営自動車（現・西日本JRバス北陸支店）笹津線も廃止され、富山電気鉄道バスがこれを継承して統合した。富山電気鉄道は以前から「富山県の一市街地化」と称して県内の交通一元化を目標に経営権掌握を進めていたが、同法がこれに法的な裏付けを与えた形になった。

富山地方鉄道は戦後、加越線と呉西地域のバス事業を傘下の加越能鉄道（現・加越能バス）に譲渡。さらに高岡軌道線と射水線の一部も加越能鉄道を経て、第三セクターの万葉線株式会社に受け継がれている。その一方で、現社発足直後に国鉄に買収された富山港線を路面電車化した富山ライトレールを合併し自社の路線網として回復、富山市内における一元化をより強固なものとした。
北陸新幹線の開業に伴い、並行在来線となった北陸本線の富山県内区間についてはあいの風とやま鉄道に引き渡されたが、同社はJR線としては飛び地状となった氷見線・城端線を引き取ることで西日本旅客鉄道（JR西日本）と合意に達した。実現すれば、高山本線・富山港線を除く県内の旧国鉄線は再び一元化される。

### 香川県
多くの名勝地を擁する香川県を訪れる観光客へのサービスが損なわれているとして、四国水力電気（後の讃岐電鉄）、琴平電気鉄道、琴平参宮電鉄や琴平急行電鉄の各社が交通事業調整委員会で取り上げられている。
このうち、讃岐電鉄と琴平電気鉄道に高松電気軌道を加えた3社の合併で高松琴平電気鉄道が1943年（昭和18年）11月に成立し、12月にはバス16社と八栗登山鉄道（戦後八栗ケーブルとして復活）のバス部門を合併した。

しかし、琴平参宮電鉄と琴平急行電鉄の統合は実施されずに1944年に琴平急行電鉄が休止されたのにとどまり、戦後の1948年に琴平参宮電鉄が琴平急行電鉄を統合したものの旧琴急線の復活はならず、琴平参宮電鉄の鉄軌道線自体が1963年（昭和38年）までに全廃となった。残るバス事業も2009年、戦時中の事業統合に参加しなかった東讃地区の大川自動車傘下の琴参バスに事業譲渡し、琴平参宮電鉄は解散している。

### 福岡県
1942年（昭和17年）9月に九州電気軌道を母体として福博電車・九州鉄道・博多湾鉄道汽船・筑前参宮鉄道を統合した西日本鉄道が誕生した。これ以前に福岡県南部の中小私鉄は九州鉄道に吸収合併されており、筑豊を除く県内全地域の鉄道・バス事業者がほぼ統合された。

一方、石炭や石灰石などの資源産出地である筑豊に路線を持っていた小倉鉄道（現在の日田彦山線の一部）、産業セメント鉄道（現在のJR後藤寺線および平成筑豊鉄道糸田線）、鞍手合同自動車（現在のJR九州バス直方線）は統合対象から外れ、1943年（昭和18年）に国有化。国鉄分割民営化により九州旅客鉄道（JR九州）、糸田線はその後さらに平成筑豊鉄道の手に渡った。
なお、筑後の堀川自動車は統合に参加せずにそのまま残り、糸島地区は陸運統制令に基づき、隣接する佐賀県の昭和自動車が統合主体となった。

## 他地域での統合
陸上交通事業調整法に基づく地域は上記の5地域とされており、それ以外の地域では統合を強制されることはなかった。しかし経営悪化は指定5地域以外でも発生しており、同法成立前から自主的に統合を進め、成立後から終戦にかけては同法を背景に統合を推進した地域も多かった。最終的に終戦直前の1945年（昭和20年）になって統合された事業者もある。

### 中京圏
中京圏では、法制定に3年先立つ1935年（昭和10年）に名岐鉄道と愛知電気鉄道が合併し名古屋鉄道が誕生した。名岐鉄道はすでに美濃電気軌道、各務原鉄道などの合併によって愛知県尾張北部から岐阜県中濃地方にかけての鉄道網をほぼ独占しており、私鉄統合の基盤は確立していた。
同法制定後、名鉄は瀬戸電気鉄道（1939年）、渥美電鉄（1940年）、三河鉄道（1941年）、知多鉄道（1943年）、東美鉄道（1943年）、竹鼻鉄道（1943年）などを合併。1944年（昭和19年）3月1日の碧海電気鉄道、谷汲鉄道の合併により、現在に至る路線網が成立した。なおこの際に、戦時買収で運営路線を失った豊川鉄道と鳳来寺鉄道（現・東海旅客鉄道飯田線）も合併、消滅会社としている。
終戦後、名鉄は大東急や近鉄、京阪神急行のように分割されることもなく、旧渥美電鉄線を傍系の豊橋鉄道（旧・豊橋電気軌道）に譲渡（1954年）したに留まり、中部唯一の大手私鉄の地位を築いていくことになる。